# Carl Hasenpflug
Georg Carl Adolph Hasenpflug (né le 23 septembre 1802 à Berlin et mort le 13 avril 1858 à Halberstadt) est un peintre prussien romantique, essentiellement paysagiste.

## Biographie
Carl Hasenpflug apprend d'abord avec son père le métier de cordonnier. Il entre en 1820 à l'atelier de Karl Wilhelm Gropius à Berlin, afin de devenir peintre de décor. Il noue aussi des rapports avec Schinkel. Finalement il trouve sa voie en devenant peintre de monuments et d'architecture en fréquentant l'académie des arts de Berlin avec la protection de Frédéric-Guillaume III
Après Berlin, il s'installe à Leipzig. Après 1830, il s'installe à Halberstadt. Il devient un peintre renommé et très demandé pour la qualité de ses peintures d'architecture, avec force détails. Il se passionne à idéaliser des églises ou des monastères en ruines, dans la veine romantique de cette époque. C'est ainsi qu'il peint la cathédrale de Magdebourg, la cathédrale d'Erfurt ou encore celle d'Halberstadt, mais aussi des ruines, comme celles de l'abbaye de Walkenried.
Il passe de 1832 à 1836 à Cologne, où il rend visite à Lessing qui l'encourage dans la voie romantique. Il fait partie avec Eduard Gaertner, Johann Erdmann Hummel et Johann Heinrich Hintze (de) des peintres d'architecture les plus renommés de l'Allemagne de cette époque.
La ville de Magdebourg lui a dédié une rue à son nom, la Hasenpflugstraße, ainsi que la ville de Halberstadt.

## Quelques œuvres
- La cathédrale d'Erfurt, 1826

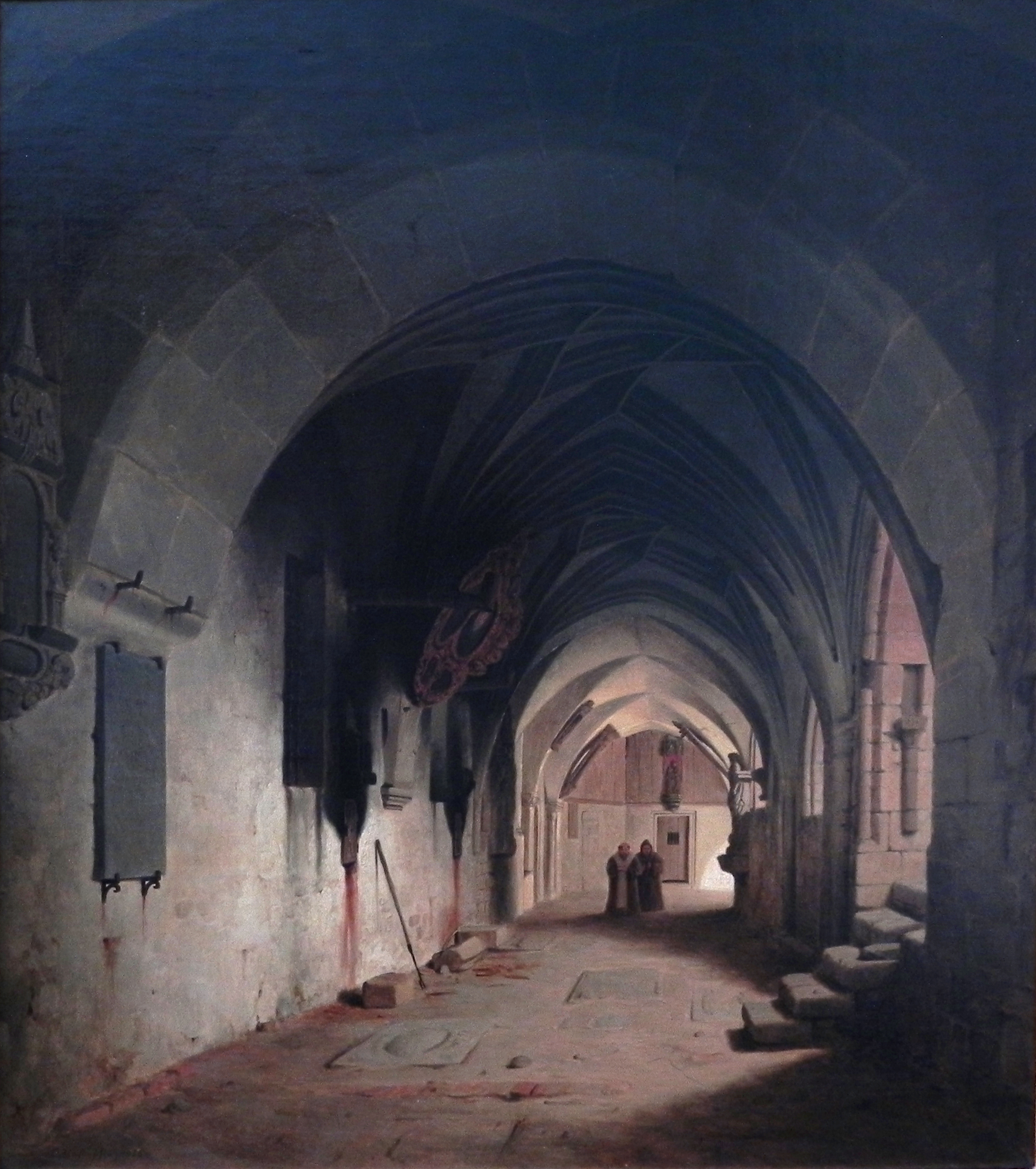
Le cloître de la cathédrale d'Halberstadt, 1836, Alte Nationalgalerie de Berlin

- L'église de la Garnison de Potsdam, 1827
- La cathédrale d'Erfurt, 1827
- Le jubé de la cathédrale de Halberstadt, 1828
- La cathédrale de Magdebourg vue du Nord-Est, 1828
- Magdebourg pendant le sac du 10 mai 1631, 1831
- Magdebourg pendant les émeutes du 10 mai 1831, 1831
- La cathédrale d'Halberstadt, 1834
- la cathédrale de Cologne, 1832–1836
- La cathédrale de Halberstadt, 1836
- Vue de Magdebourg du Nord-Est, 1836
- Façade occidentale de la cathédrale de Magdebourg, 1837
- Chœur en ruines de Heisterbach, 1840 (huile de l'abbaye de Heisterbach)[1].
- Vue d'un cimetière en hiver, 1841
- Ruines de l'abbaye de Walkenried, 1842
- Le cloître de la Liebfrauenkirche de Halberstadt, 1843
- Ruines d'un couvent en hiver, 1845
- Ruines d'un couvent en hiver, 1847
- Vue d'une église en ruines en hiver à Halberstadt, 1847
- Vue du château Falkenstein en hiver, 1847
- Ruines de l'abbaye de Walkenried, 1850, Niedersächsisches Landesmuseum de Hanovre
- Klostergang im Schnee, 1854
- Ruines du château Saaleck, 1857

## Illustrations

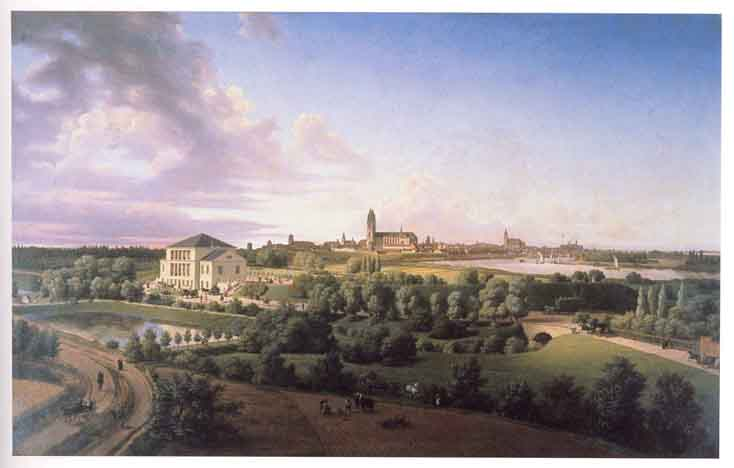
Magdebourg vue du Sud-Est, 1831, Kulturhistorisches Museum de Magdebourg
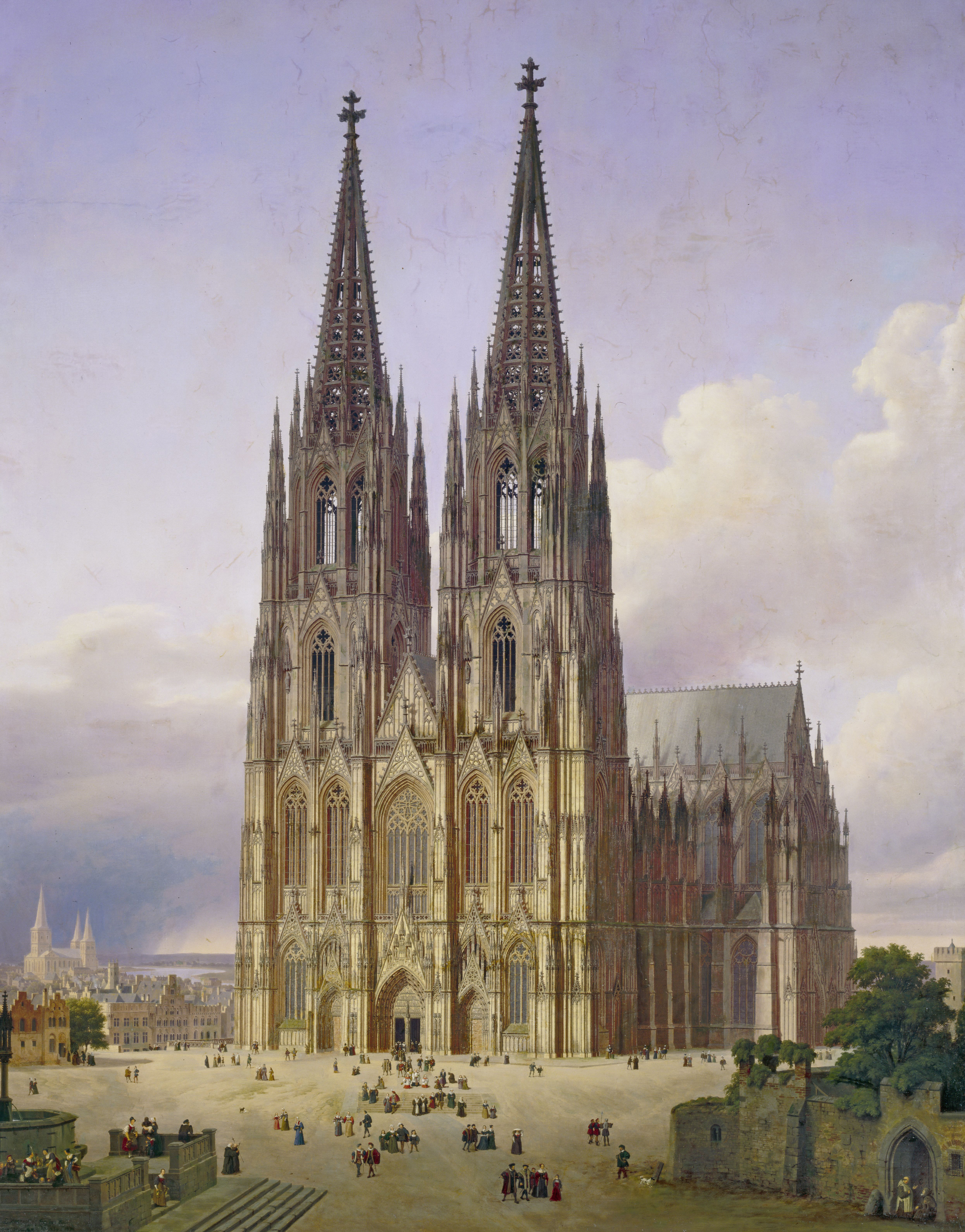
Vue idéalisée de la cathédrale de Cologne, 1834–1836
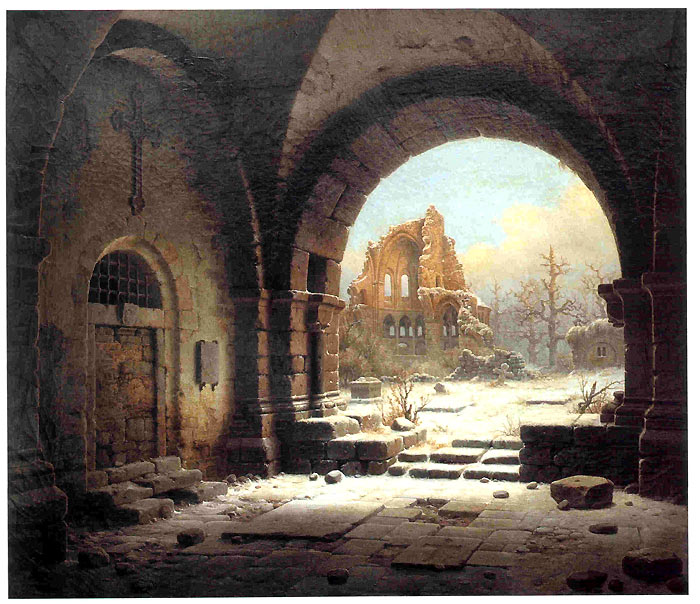
Ruines du chœur de Heisterbach, 1840
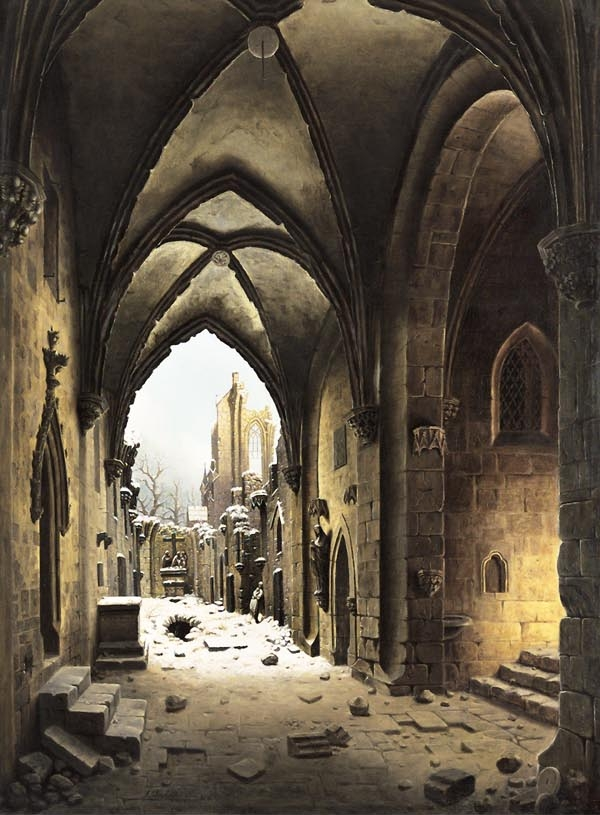
Vue de l'abbaye de Walkenried dans le Harz, 1842
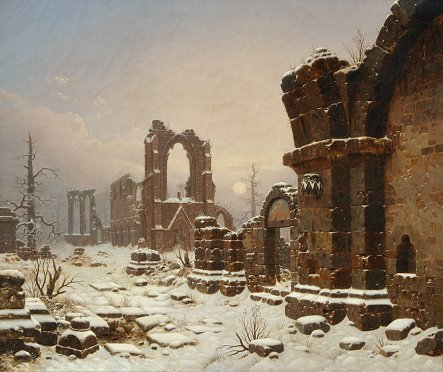
L'abbaye de Walkenried sous la neige
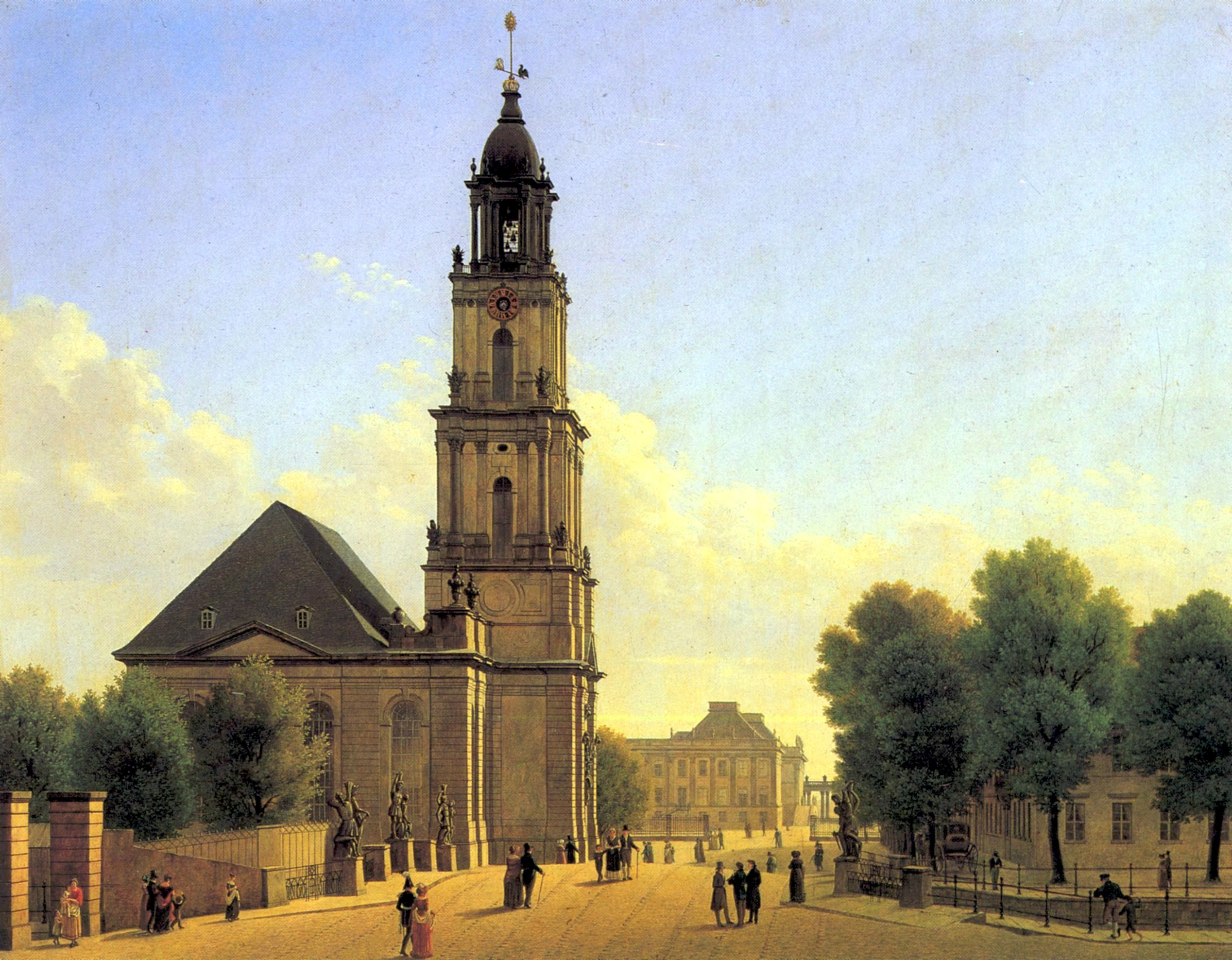
Vue de l'église de la Garnison de Potsdam et du château, 1827
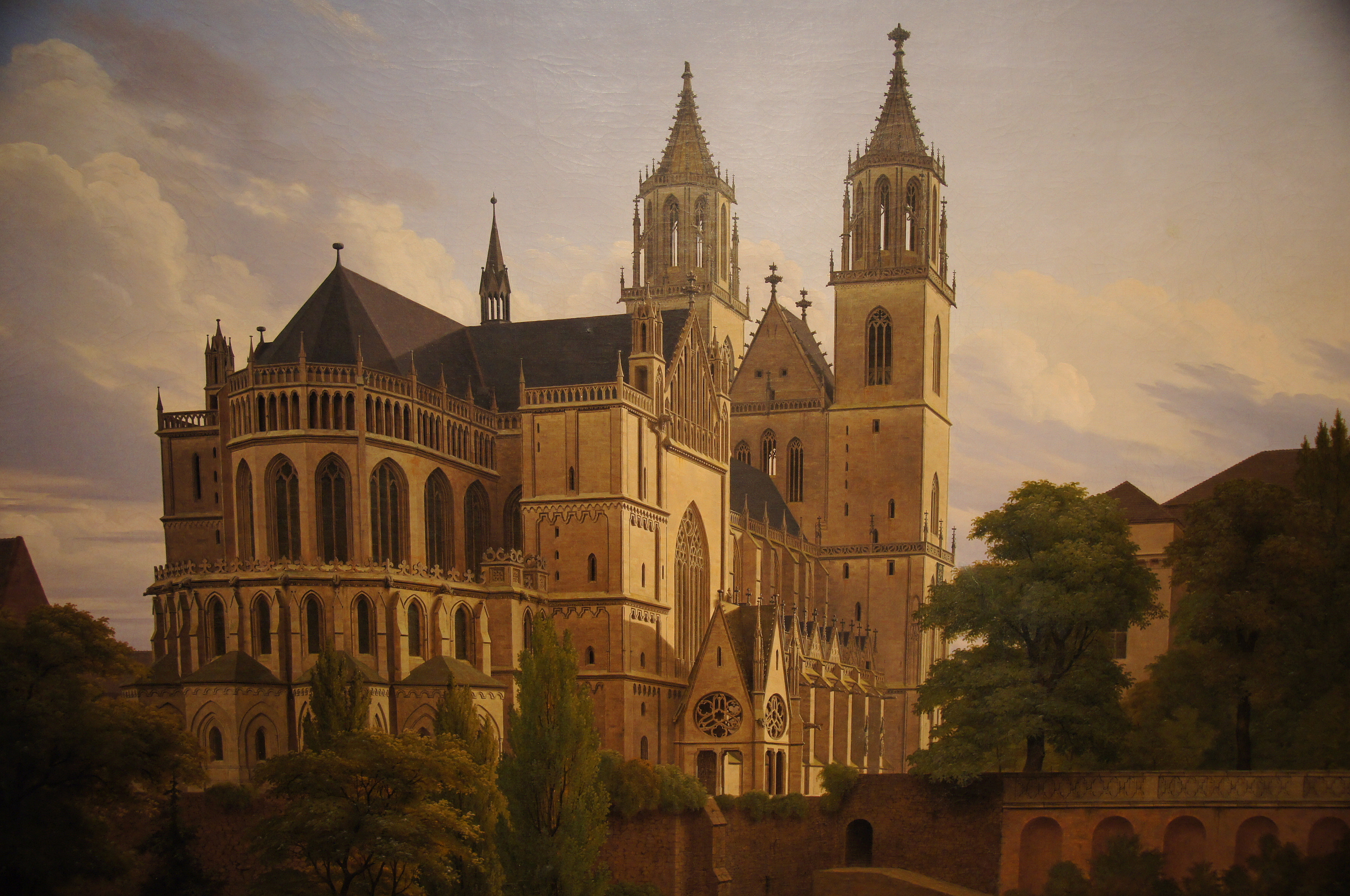
La cathédrale de Magdebourg, 1828, Kulturhistorisches Museum de Magdebourg
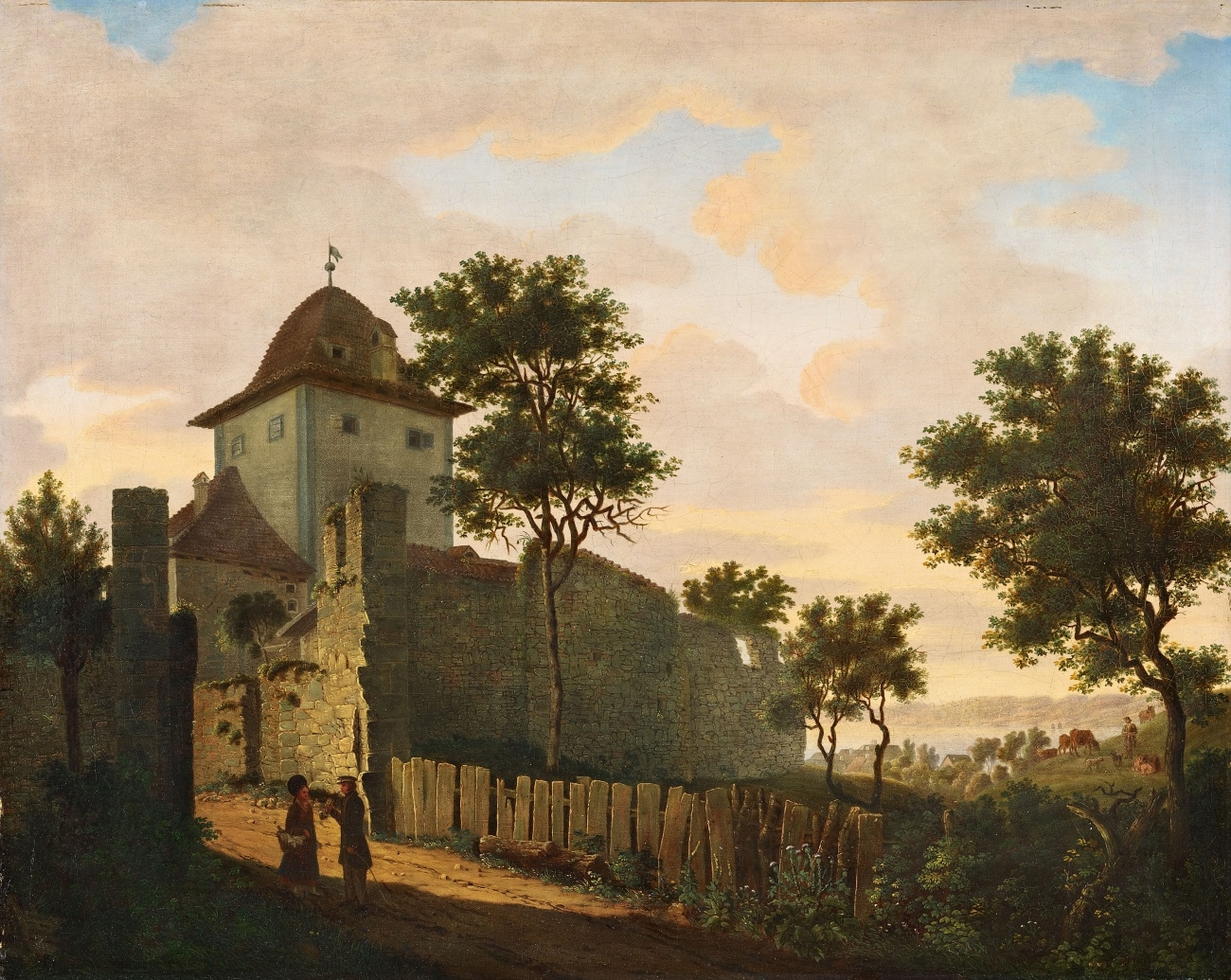
La tour Überlingen, vers 1824
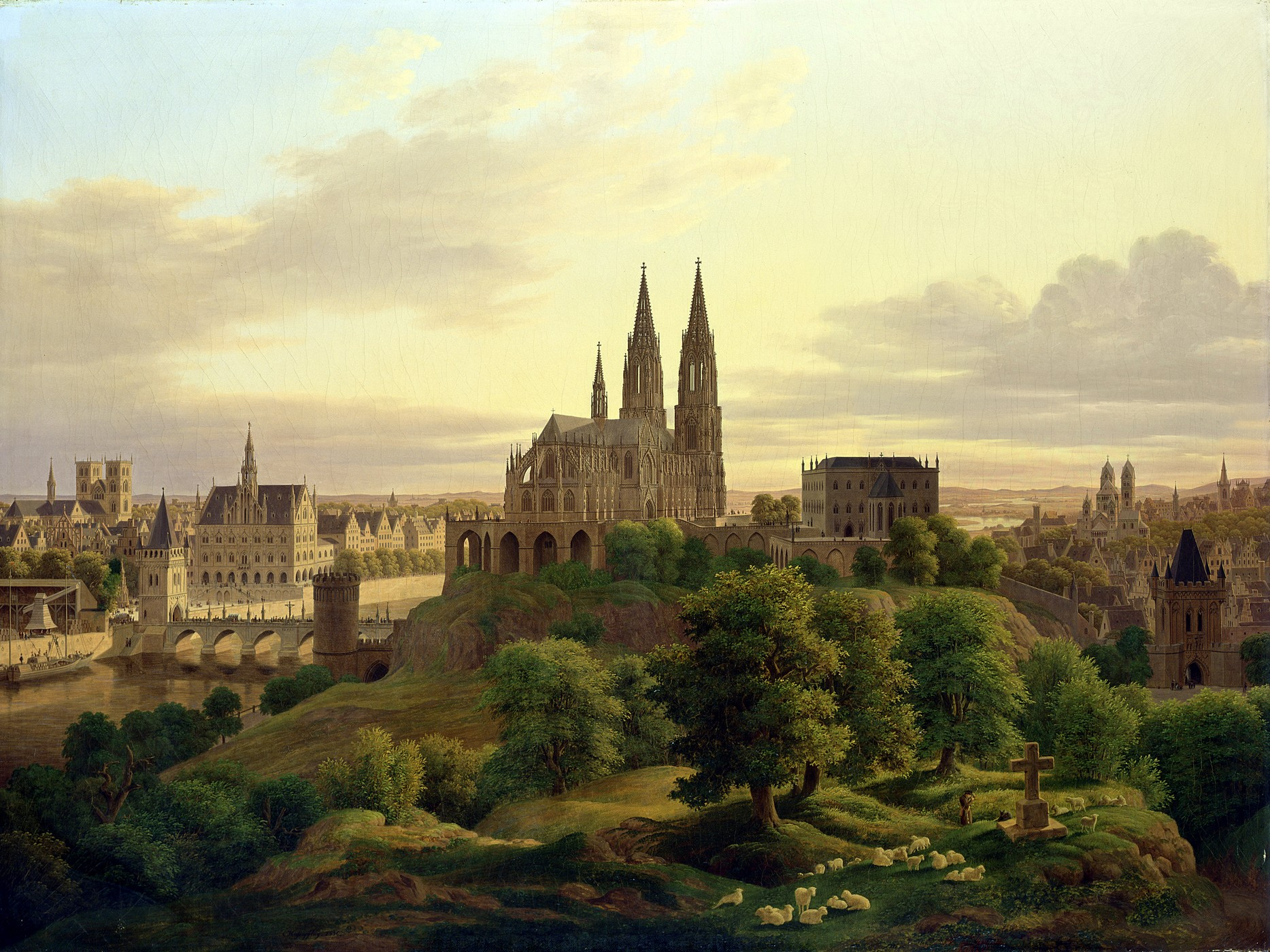
Ville médiévale, vue idéalisée, Kunsthalle de Hambourg
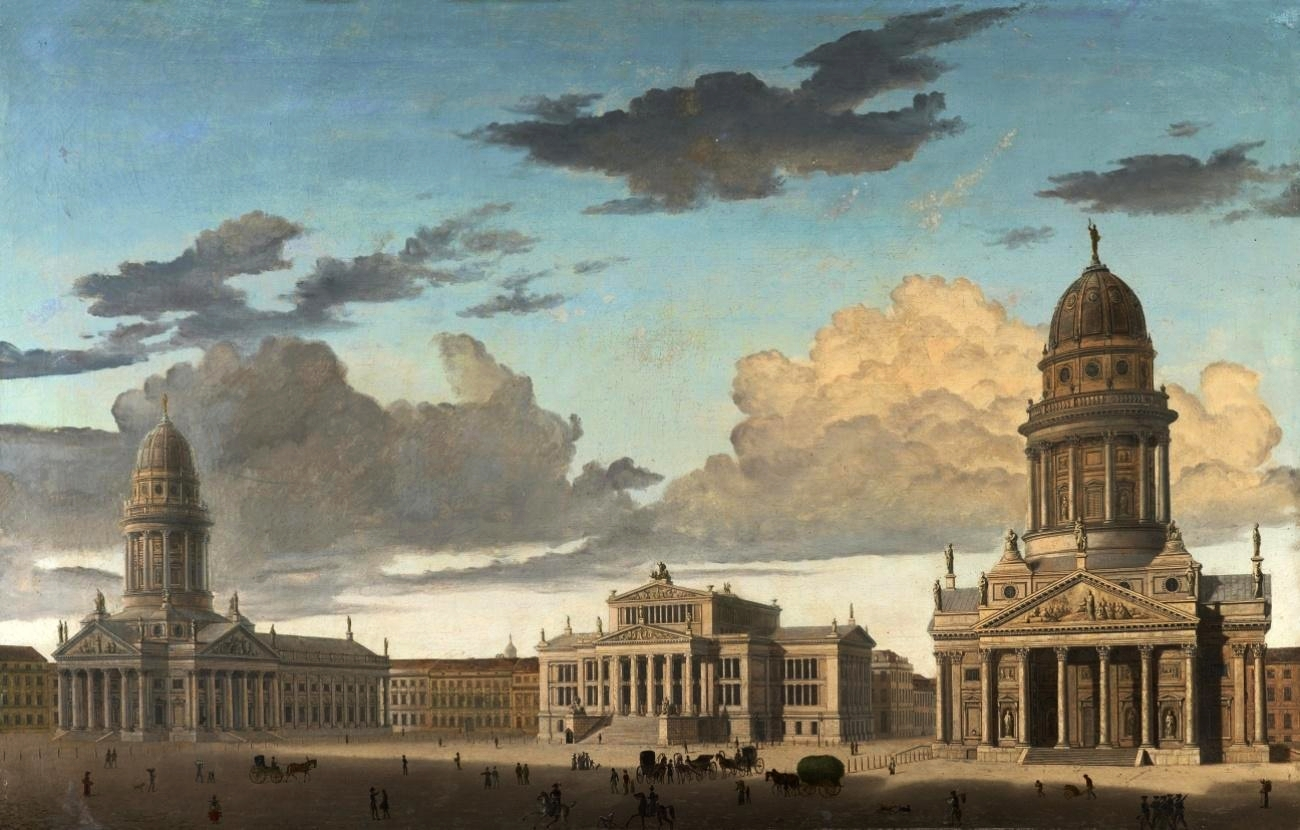
Le Gendarmenmarkt de Berlin
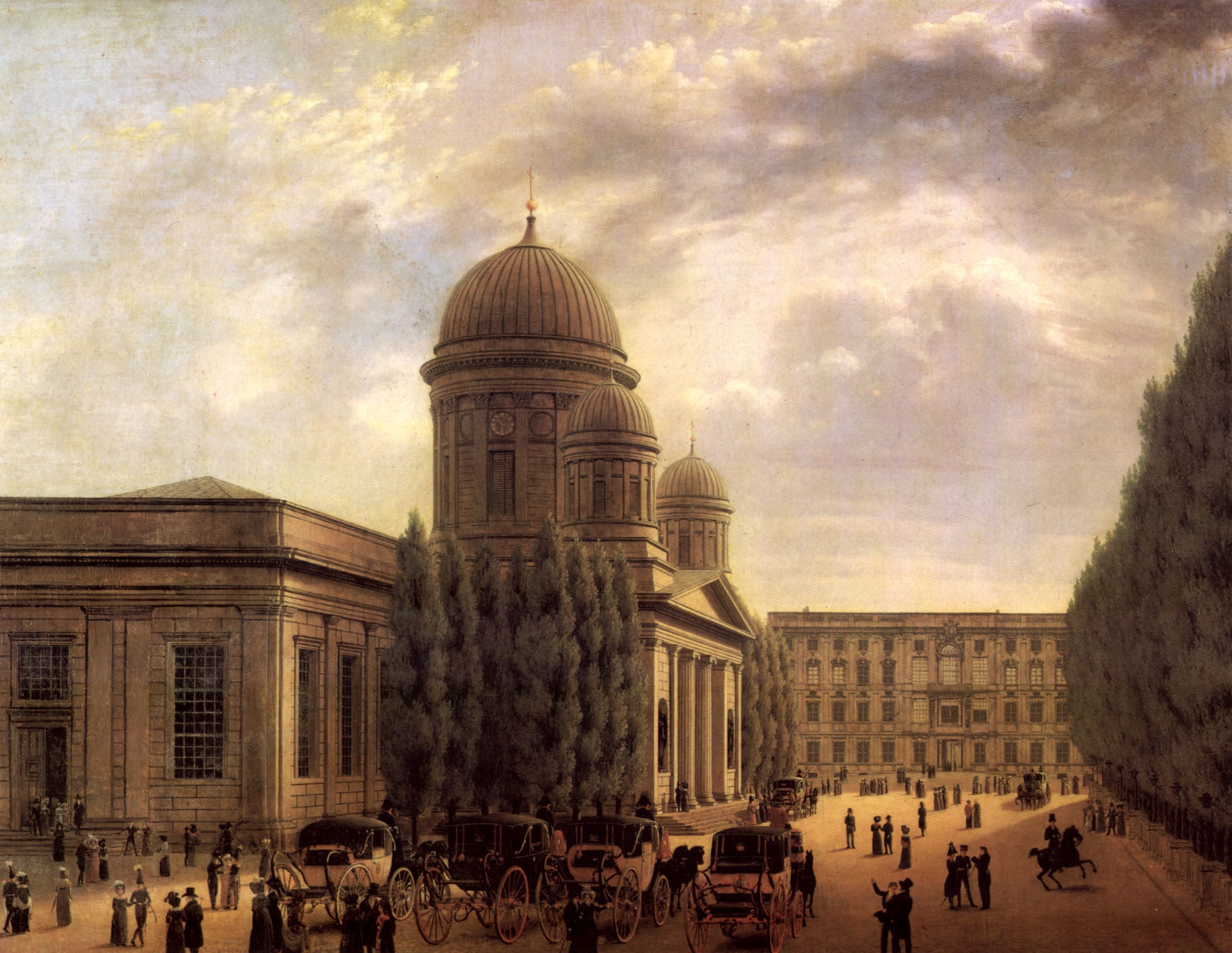
La cathédrale de Berlin, 1825

## Source
- (de) Cet article est partiellement ou en totalité issu de l’article de Wikipédia en allemand intitulé « Carl Hasenpflug » (voir la liste des auteurs).